# Seemannsmission Brunsbüttel

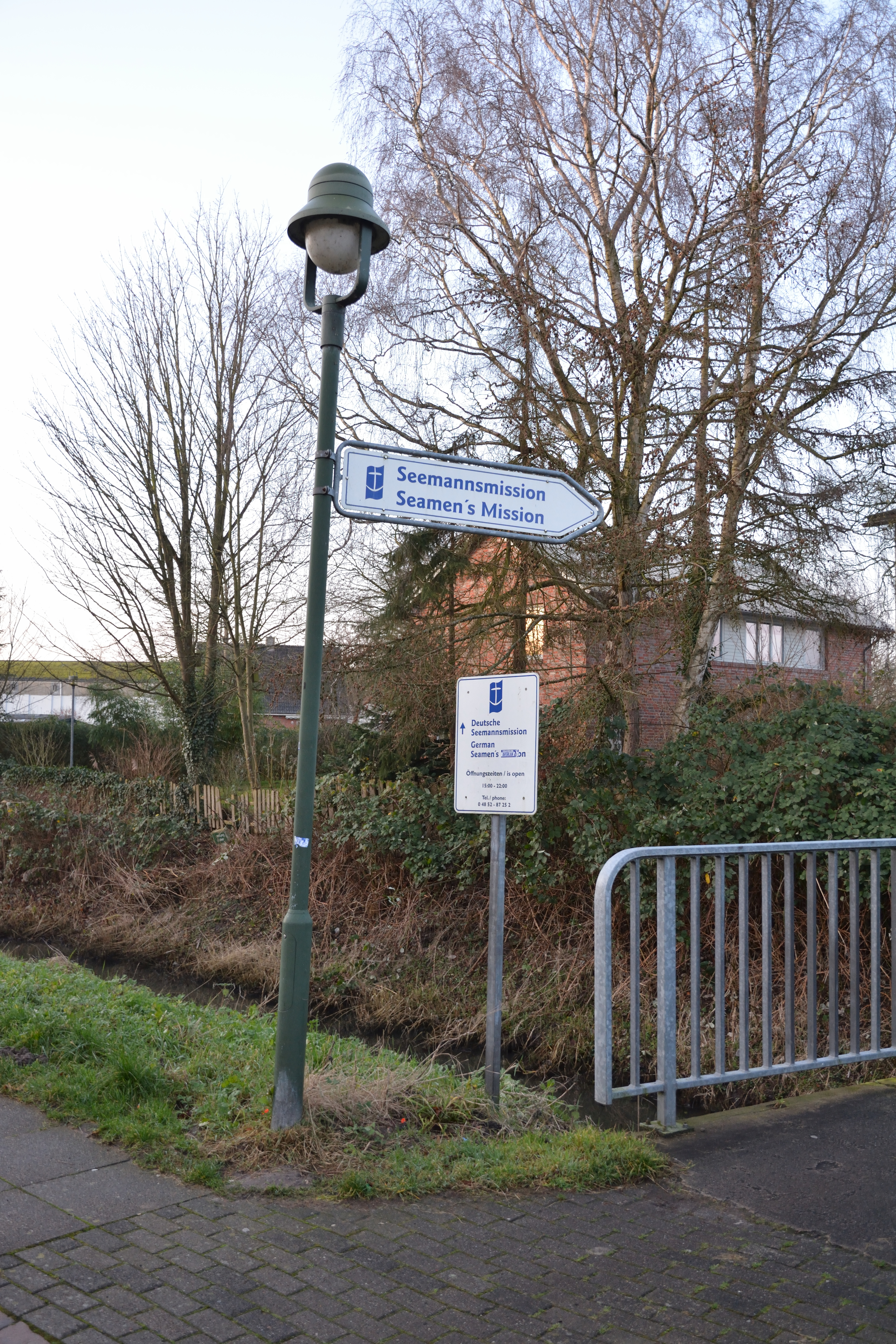

Die Seemannsmission Brunsbüttel wird betrieben von der Deutsche Seemannsmission Westküste e.V. und ist damit Mitglied in der Deutschen Seemannsmission. Brunsbüttel liegt an der Mündung des Nord-Ostsee-Kanals in die Elbe.
Angebote der Station sind Bordbesuche, Transportfahrten von und zum Flughafen und das Angebot im Seemannsclub für Erholung und den Kontakt der Seeleute mit der Familie in der Heimat. Wie alle Seemannsmissionen finanziert sich die Station Brunsbüttel im Wesentlichen aus Spenden, Kollekten der Kirchengemeinden, freiwillige Schiffsabgaben der Hafenbetriebe, Beiträge der Evangelisch-Lutherischen Kirche und Erlöse aus dem Verkauf im Club. Der Seemannsclub heißt das ganze Jahr über um die 4500 Seeleute und Besucher willkommen.
Seit 2013 betreibt die Deutsche Seemannsmission Westküste e.V. eine weitere Station in Glückstadt (Lage) an der Unterelbe.

## Geschichte
1953 begann die Mission in einer ausrangierten Militärbaracke. Sie diente 13 Jahre als Warteraum für Seemannsfrauen, bis 1966 an ihrer Stelle ein Seemannsfrauenheim mit wenigen Zimmern und einem Aufenthaltsraum gebaut wurde. 1965 entstand dann in einer alten Lagerhalle am Südkai ein Seemannsheim.
Bedingt durch Sparmaßnahmen der Kirche, den schlechten Zustand des Seemannsheims und geringe Auslastung des Seemannsfrauenheims wurden Mitte der 1970er-Jahre die Einrichtungen geschlossen. Schließlich wurde ein leerstehendes Einfamilienhaus umgebaut und saniert. Mit der Einweihung im Juli 1978 entstand das erste echte Seemannsheim in Brunsbüttel. Ermöglicht durch Spenden wurde der Grundstein für das heutige Seefahrerzentrum mit Clubräumen, Andachtsraum und fünf Zimmern für Übernachtungen gelegt.

## Vereinsarbeit
Die Arbeit im Club wird hauptamtlichen und ehrenamtlichen Mitarbeitern geleistet. Für den Transfer der Seeleute von und zum Flughafen und in die nähere Umgebung wird ein Bus-Shuttle angeboten. Wie in jeder Seemannsmission sind wegen der immer kürzer werdenden Liegezeiten Bordbesuche sehr wichtig, bei denen die Mitarbeiter viele für die Seeleute wichtigen Dinge im Gepäck haben, insbesondere SIM-Karten. Weiterhin übernehmen die Mitarbeiter der Seemannsmission Krankenbesuche und seelsorgerische Unterstützung. Es werden auch FSJ- oder BufDi-Stellen besetzt.

## Ausstattung
Im Clubgebäude befinden sich Sitzecken, Billard und eine Karaokeanlage. Für den Kontakt nach Hause können Seeleute ein freies W-LAN in allen Räumen nutzen. Ein kleiner Shop bietet Dinge des täglichen Bedarfs wie SIM-Karten, Hygieneartikel, Getränke und Snacks für den Aufenthalt im Club. Ein Außensportplatz für Basketball sowie eine Terrasse ergänzen die Ausstattung. 2010 wurde mit einer Benefizveranstaltung ein multireligiöser Gebetsraum finanziert.